# Sosnówka (województwo opolskie)
Sosnówka (niem. Kieferkretscham) – wieś w Polsce położona w województwie opolskim, w powiecie opolskim, w gminie Niemodlin.
W latach 1975–1998 miejscowość administracyjnie należała do ówczesnego województwa opolskiego.